# Ellipteroides quinqueplagiatus
Ellipteroides quinqueplagiatus är en tvåvingeart som först beskrevs av Alexander 1931.  Ellipteroides quinqueplagiatus ingår i släktet Ellipteroides och familjen småharkrankar. Inga underarter finns listade i Catalogue of Life.